# Rytidosperma nigricans
Rytidosperma nigricans är en gräsart som först beskrevs av Donald Petrie, och fick sitt nu gällande namn av Henry Eamonn Connor och Elizabeth Edgar. Rytidosperma nigricans ingår i släktet kängurugräs (släktet), och familjen gräs. Inga underarter finns listade i Catalogue of Life.